# شویدرستورف
شویدرستورف (به آلمانی: Schwiederstorf) یک منطقهٔ مسکونی در آلمان است که در نوی وولمشتورف واقع شده‌است. شویدرستورف ۹۲۲ نفر جمعیت دارد.